# Chatham-Kent

Położenie miasta

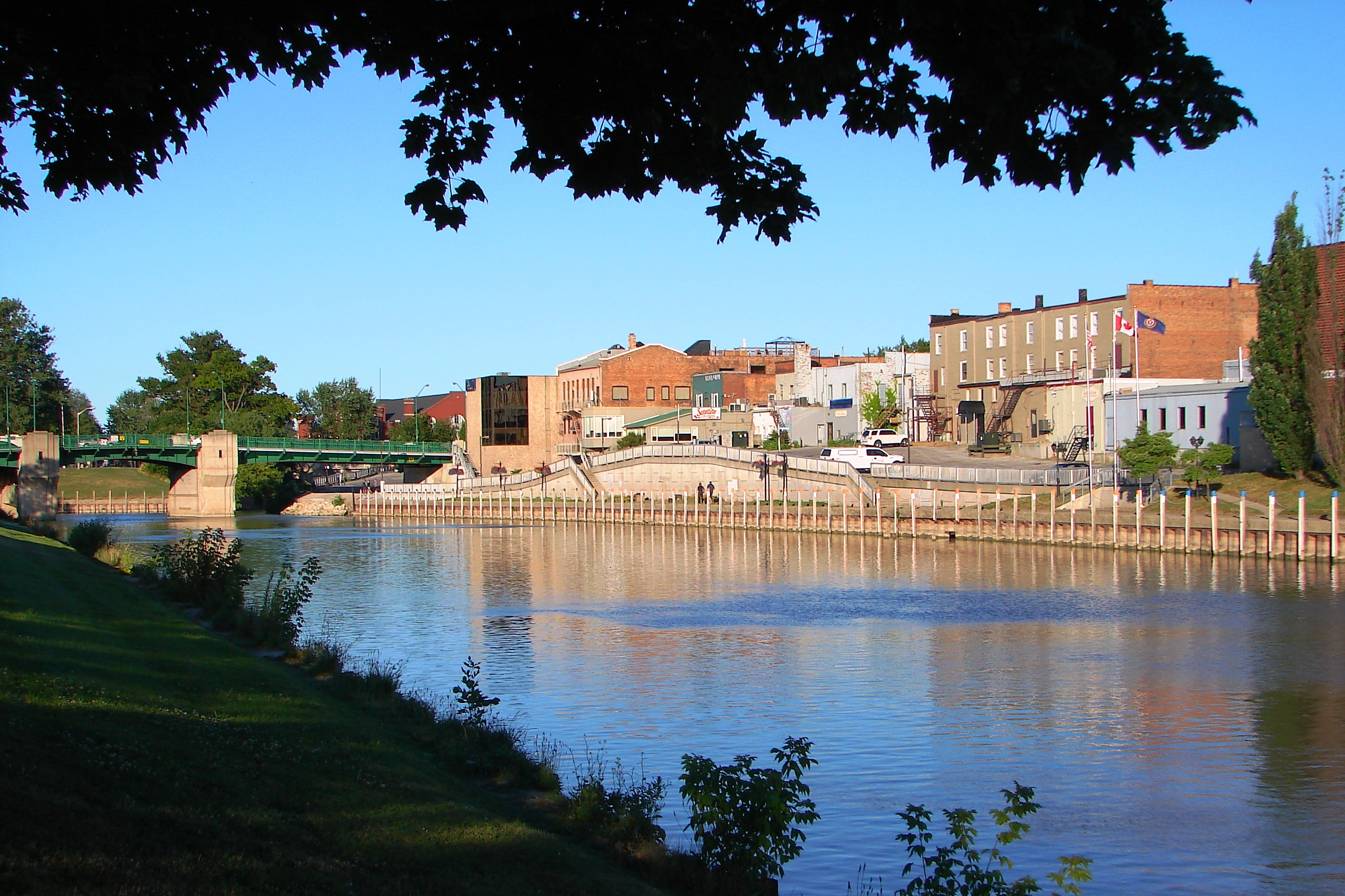
Chatham

Chatham-Kent – samodzielne miasto (City) w południowym Ontario, w Kanadzie. Miasto liczy 108 177 mieszkańców (2006) i zajmuje obszar 2457,9 km². Średnia gęstość zaludnienia wynosi 43,7 osoby na km². Chatham-Kent jest 20. pod względem wielkości miastem w Ontario i 36. w Kanadzie.
Chatham-Kent powstało w 1998 poprzez połączenie miasta Chatham z Hrabstwem Kent. Zawiera 36 ośrodków komunalnych:
- Blenheim
- Bothwell
- Cedar Springs
- Charing Cross
- Chatham
- Croton
- Dealtown
- Dover centre
- Dresden
- Eatonville
- Eberts
- Erie Beach
- Erinea
- Fletcher
- Grande Pointe
- Guilds
- Highate
- Jeannettes
- Kent Bridge
- Louisville
- Merlin
- Mitchell's Bay
- Morpeth
- Mulkirk Duart
- North Braxton
- Point Courte
- Port Alma
- Prairie Siding
- Ridgetown
- Shrewburry
- Thamesville
- Tilbury
- Tupperville
- Wabash
- Wallaceburg
- Wheatley